# Sickla kanalbro
Sickla kanalbro (en français : pont du canal de Sickla) est un pont autoroutier à Stockholm en Suède. 

## Situation
Le pont autoroutier à six voies enjambe le canal de Sickla dans le quartier Hammarby Sjöstad.
Il relie Södra Hammarbyhamnen à Nacka.
Le pont achevé en 2004 fait partie du Södra Länken (75). 
Des deux côtés du canal, il y a des écoducs au-dessus de l'autoroute. 
Il y a un pont pour piétons et cyclistes juste à l'ouest du pont autoroutier et deux ponts pour piétons et cyclistes à l'est du pont routier.

## Histoire
Construit pour assurer l'augmentation du trafic de l'après-Seconde Guerre mondiale, le pont a été construit entre 1954 et 1955. 
Il s'agissait d'un pont à poutres d'acier continu reposant sur quatre appuis et supportant une chaussée en béton. Long de 60 mètres et large de 10,3 mètres, il comporte trois travées, dont une portée maximale de 23 mètres et une hauteur libre moyenne au-dessus du canal de 4,6 mètres. Les appuis reposent sur des fondations en poteaux de béton, tandis que les culées reposent directement sur le substrat rocheux. Le pont avait été initialement construit en prévision d'un élargissement futur, qui a dû attendre 1979 pour qu'une passerelle en porte-à-faux de 2,6 mètres de large soit ajoutée du côté sud de la chaussée.

## Galerie

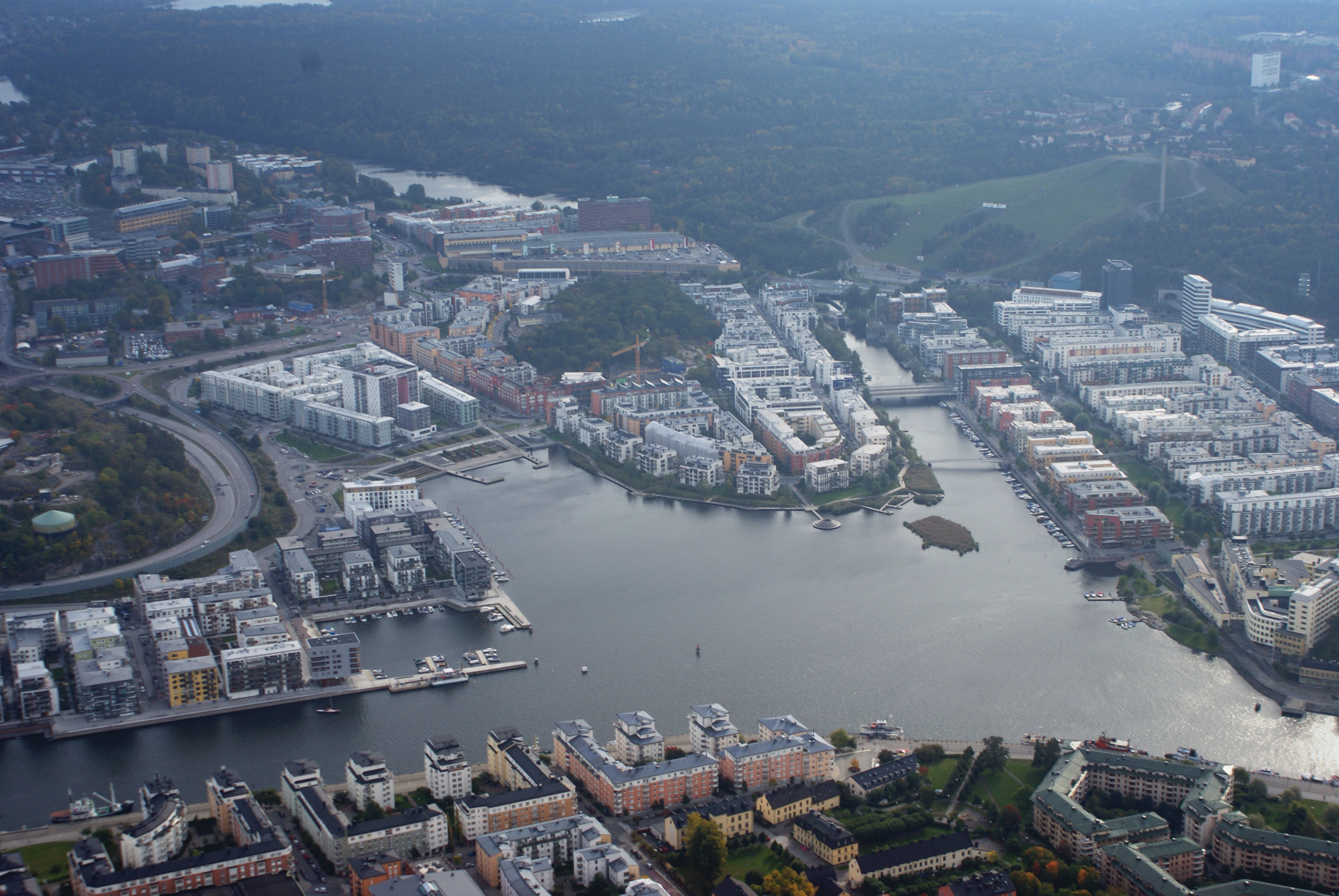
À droite, les ponts sur le canal de Sickla.
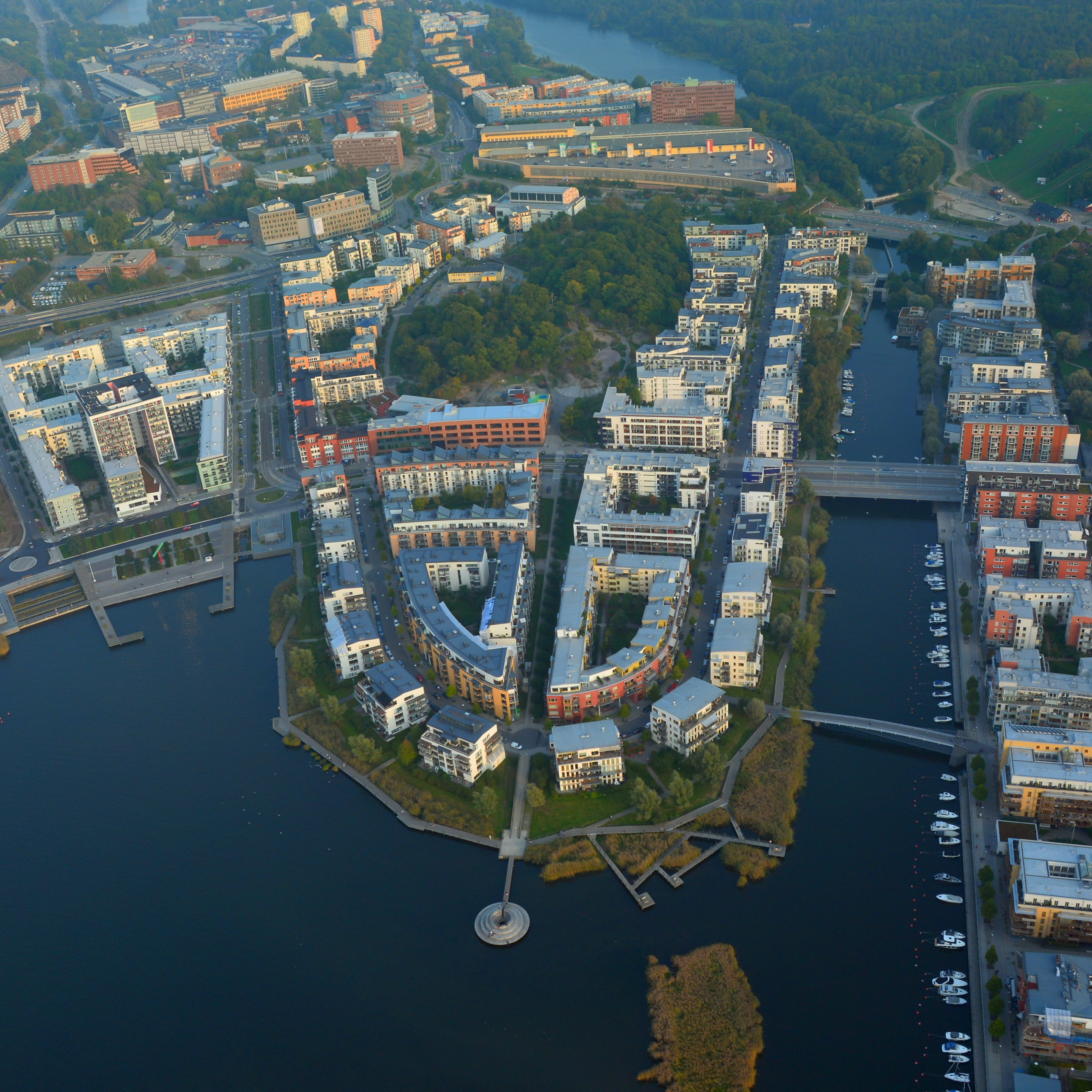